# Замостець
Замостець (словен. Zamostec) — поселення в общині Содражиця, регіон Південно-Східна Словенія, Словенія.